# San Rafael (Bulacan)
San Rafael is een gemeente in de Filipijnse provincie Bulacan op het eiland Luzon. Bij de laatste census in 2007 had de gemeente ruim 85 duizend inwoners.

## Geografie

### Bestuurlijke indeling
San Rafael is onderverdeeld in de volgende 34 barangays:
| - BMA-Balagtas - Banca-banca - Caingin - Capihan - Coral na Bato - Cruz na Daan - Dagat-dagatan - Diliman I - Diliman II - Libis - Lico - Maasim | - Mabalas-balas - Maguinao - Maronquillo - Paco - Pansumaloc - Pantubig - Pasong Bangkal - Pasong Callos - Pasong Intsik - Pinacpinacan - Poblacion | - Pulo - Pulong Bayabas - Salapungan - Sampaloc - San Agustin - San Roque - Sapang Pahalang - Talacsan - Tambubong - Tukod - Ulingao |

## Demografie
San Rafael had bij de census van 2007 een inwoneraantal van 85.284 mensen. Dit zijn 15.514 mensen (22,2%) meer dan bij de vorige census van 2000. De gemiddelde jaarlijkse groei komt daarmee uit op 2,81%, hetgeen hoger is dan het landelijk jaarlijks gemiddelde over deze periode (2,04%). Vergeleken met de census van 1995 is het aantal mensen met 26.897 (46,1%) toegenomen.

De bevolkingsdichtheid van San Rafael was ten tijde van de laatste census, met 85.284 inwoners op 152,43 km², 383 mensen per km².